# Brebeni
Brebeni is een Roemeense gemeente in het district Olt.
Brebeni telt 2981 inwoners.